# Kim Sung-hwan (cầu thủ bóng đá)
Đây là một tên người Triều Tiên, họ là Kim.
Kim Sung-Hwan (tiếng Hàn: 김성환; sinh ngày 15 tháng 12 năm 1986) là một cầu thủ bóng đá người Hàn Quốc thi đấu ở vị trí tiền vệ phòng ngự cho Port ở Giải bóng đá Ngoại hạng Thái Lan.

## Thống kê sự nghiệp câu lạc bộ
Tính đến 2 tháng 1 năm 2012
| Thành tích câu lạc bộ | Thành tích câu lạc bộ | Thành tích câu lạc bộ | Giải vô địch | Giải vô địch | Cúp     | Cúp       | Cúp Liên đoàn | Cúp Liên đoàn | Châu lục | Châu lục  | Tổng cộng | Tổng cộng |
| Mùa giải              | Câu lạc bộ            | Giải vô địch          | Số trận      | Bàn thắng    | Số trận | Bàn thắng | Số trận       | Bàn thắng     | Số trận  | Bàn thắng | Số trận   | Bàn thắng |
| Hàn Quốc              | Hàn Quốc              | Hàn Quốc              | Giải vô địch | Giải vô địch | Cúp KFA | Cúp KFA   | Cúp Liên đoàn | Cúp Liên đoàn | Châu Á   | Châu Á    | Tổng cộng | Tổng cộng |
| --------------------- | --------------------- | --------------------- | ------------ | ------------ | ------- | --------- | ------------- | ------------- | -------- | --------- | --------- | --------- |
| 2009                  | Seongnam Ilhwa Chunma | K League 1            | 29           | 4            | 3       | 0         | 4             | 0             | -        | -         | 36        | 4         |
| 2010                  | Seongnam Ilhwa Chunma | K League 1            | 29           | 1            | 3       | 0         | 3             | 0             | 10       | 0         | 45        | 1         |
| 2011                  | Seongnam Ilhwa Chunma | K League 1            | 29           | 1            | 4       | 0         | 5             | 0             | -        | -         | 38        | 1         |
| 2012                  | Seongnam Ilhwa Chunma | K League 1            |              |              |         |           |               |               |          |           |           |           |
| Tổng cộng sự nghiệp   | Tổng cộng sự nghiệp   | Tổng cộng sự nghiệp   | 87           | 6            | 10      | 0         | 12            | 0             | 10       | 0         | 119       | 5         |

## Danh hiệu

### Câu lạc bộ
Seongnam Ilhwa Chunma
- Giải vô địch bóng đá các câu lạc bộ châu Á 2010 Vô địch